# Gundaker
Gundaker ist ein männlicher Vorname.

## Herkunft und Bedeutung
Der Name stammt aus dem Germanisch/Althochdeutschen und setzt sich aus den Teilen gund ‚Kampf‘, und einer wenig klaren Zweitsilbe zusammen. Letztere findet sich auch in Odoaker/Ottokar zu ot („Besitz“, „Reichtum“), wo sich frühe Schreibweisen auf -akar, -acher, -achre nachweisen lassen. Beide Namen scheinen im Südosten des Sprachgebiets heimisch.

## Varianten
Gunduaker, Gundacker, Gundaccar
Der Name findet sich auch als Nachname.

## Namensträger (diverse Schreibweisen)
- Gundacker von Judenburg (13. Jahrhundert), Autor
- Gundaker (Abt), Abt von Seitenstetten (Amtszeit 1318–1324)
- Gundaker von Liechtenstein (1580–1658), Mitglied des Hauses Liechtenstein in Habsburger Diensten
- Gundacker von Althan (1665–1747), General, Diplomat und Hofbaudirektor

Vorname
- Gundaker Thomas Starhemberg  (1663–1745), kaiserlicher Finanzbeamter der Habsburger, 1698–1700 Vizepräsident, 1703–15 Präsident der Hofkammer, 1706–45 Präsident der Ministerialbancodeputation, ab 1712 Mitglied der Geheimen Konferenz, ab 1716 der Geheimen Finanzkonferenz

Zweitname
- Franz de Paula Gundaker von Colloredo (1731–1807), der letzte Reichsvizekanzler des Heiligen Römischen Reiches
- Arthur Gundaccar von Suttner (1850–1902), österreichischer Schriftsteller

Familienname
- Alfred Gundacker (1918–2001), österreichischer Komponist, Musiker und Pädagoge
- Felix Gundacker (* 1960), österreichischer Genealoge